# Municipio de Nueva Concepción (kommun)
Municipio de Nueva Concepción är en kommun i Guatemala.   Den ligger i departementet Departamento de Escuintla, i den sydvästra delen av landet, 100 km sydväst om huvudstaden Guatemala City.